# Augustin Hirschvogel
Augustin Hirschvogel, původně Hirsfogel (1503 Norimberk – 5. března 1553 Vídeň) byl německý renesanční grafik, geometr a kartograf.

## Život
Augustin Hirschvogel se vyučil v dílně svého otce Veita jako malíř skla, rytec, malíř a emailér. Veit Hirschvogel starší (1461–1525), který patřil do okruhu umělců blízkých Albrechtu Dürerovi a Hansi von Kulmbach, byl téměř výhradním dodavatelem malovaných oken pro norimberské kostely (St. Lorenz, St. Sebald, St. Rochuskapelle, Allerheiligenkapelle). Roku 1525 město Norimberk přistoupilo k náboženské reformaci a zakázky církve na malovaná okna ustaly.
Dílnu v témže roce po otci převzal Augustinův bratr Veit Hirschvogel mladší (1485-1553). Augustin někdy kolem roku 1528 podnikl cestu do Podunají a roku 1530 vytvořil první kresby a ilustrace ovlivněné Dunajskou školou. Roku 1530 si zřídil vlastní dílnu a uzavřel partnerství s keramiky a skláři Hannsem Nikkelem a Osswaldem Reinhartem. Dílna dodávala keramiku, návrhy erbů kamenickým dílnám nebo matrice pro smaltované odlitky. Malované džbány z norimberských dílen jsou označované "Hirschvogelkrüge", ale nemusejí pocházet z Hirschvogelovy dílny.
Roku 1536 Augustin Hirschvogel pracoval jako malíř fajáns v dílně Petra Reichera v Lublani, ale pak se začal věnovat kartografii. Tehdy vytvořil mapy tureckých hranic (1539) a mapu Rakouska (1542) a po návratu do Norimberka roku 1543 vydal pojednání o geometrii. Brzy se stal známým a po přestěhování do Vídně (1544) mu korutanský šlechtic Christoph Khevenhüller zprostředkoval zakázky pro krále Ferdinanda I. Zabýval se mapováním téměř celé jihovýchodní Evropy a roku 1546 začal pracovat jako kartograf ve Vídni. K těmto účelům si zhotovil vlastní přístroje pro přesné měření vzdálenosti a úhlů. Byl jedním z prvních geodetů a za svou technickou zdatnost dostal čestný titul "Mathematicus". S plánem fortifikací Vídně se osobně seznámil král Ferdinand I. a poté Hirschvogela poslal, aby systém vysvětlil i jeho bratru, římskému císaři Karlu V. Zároveň mu udělil doživotní rentu 100 guldenů.

## Dílo
Hirschvogel byl jedním z nejvšestrannějších umělců 16. století. Studoval matematiku a roku 1543 napsal pojednání o geometrii (Ein eigentliche und grundtliche Anweisung in die Geometria)  a perspektivě. Díky technické zdatnosti a vzdělání se prosadil jako kartograf, ale byl také originálním malířem a grafikem. Jako jeden z prvních začal používat pro své rytiny měděné desky místo ocelových. Je autorem množství mědirytin a leptů krajinných scenérií (celkem kolem 300 listů), které vznikly převážně během jeho pobytu ve Vídni v posledních deseti letech života. Je řazen mezi umělce Dunajské školy. Ovlivnili ho zejména Albrecht Altdorfer a Wolfgang Huber, z ostatních umělců Agostino da Musi a okruh malířů kolem Raffaela.
Na objednávku kalvinistického maďarského státníka Petera Perényi von Ferd (1547-1549) vytvořil 112 rytin, které ilustrují konkordance pro Starý a Nový zákon (1550). Přispěl 27 lepty do vydání Rerum Moscoviticarum Commentarii - první latinské knihy o geografii, historii a zvycích tehdejšího Ruska, kterou vydal roku 1549 baron Sigismund von Herberstein. Bývá uváděn jako autor jediného autentického portrétu lékaře Paracelsa, ale autorství nelze s jistotou potvrdit.
Od roku 1539 v utajení mapoval hranice Turecka se Slovinskem, Chorvatskem a Maďarskem a později se zabýval mapováním zemí v Rakousku (Korutany, Kraňsko, 1544). Po prvním obléhání Vídně (1529), které skončilo neúspěchem osmanských vojsk, obdržel zakázku na návrh bastionů v městském opevnění. Je autorem pohledů na Vídeň ze severu a jihu a celkového plánu Vídně v kruhovém formátu na desce 1,65 x 2,30 m (1549). Jeho mapu Maďarska vytiskl posmrtně Hans Weygel v Norimberku (1565), mapu Horního Rakouska, zahrnující Slovinsko, část Bosny a Chorvatska, vydal roku 1583 v Antverpách Gerard de Jode pod názvem "Beschreibung des Erczherzogtumb Oestereich ober Enns durch Augustin Hirsfogel".

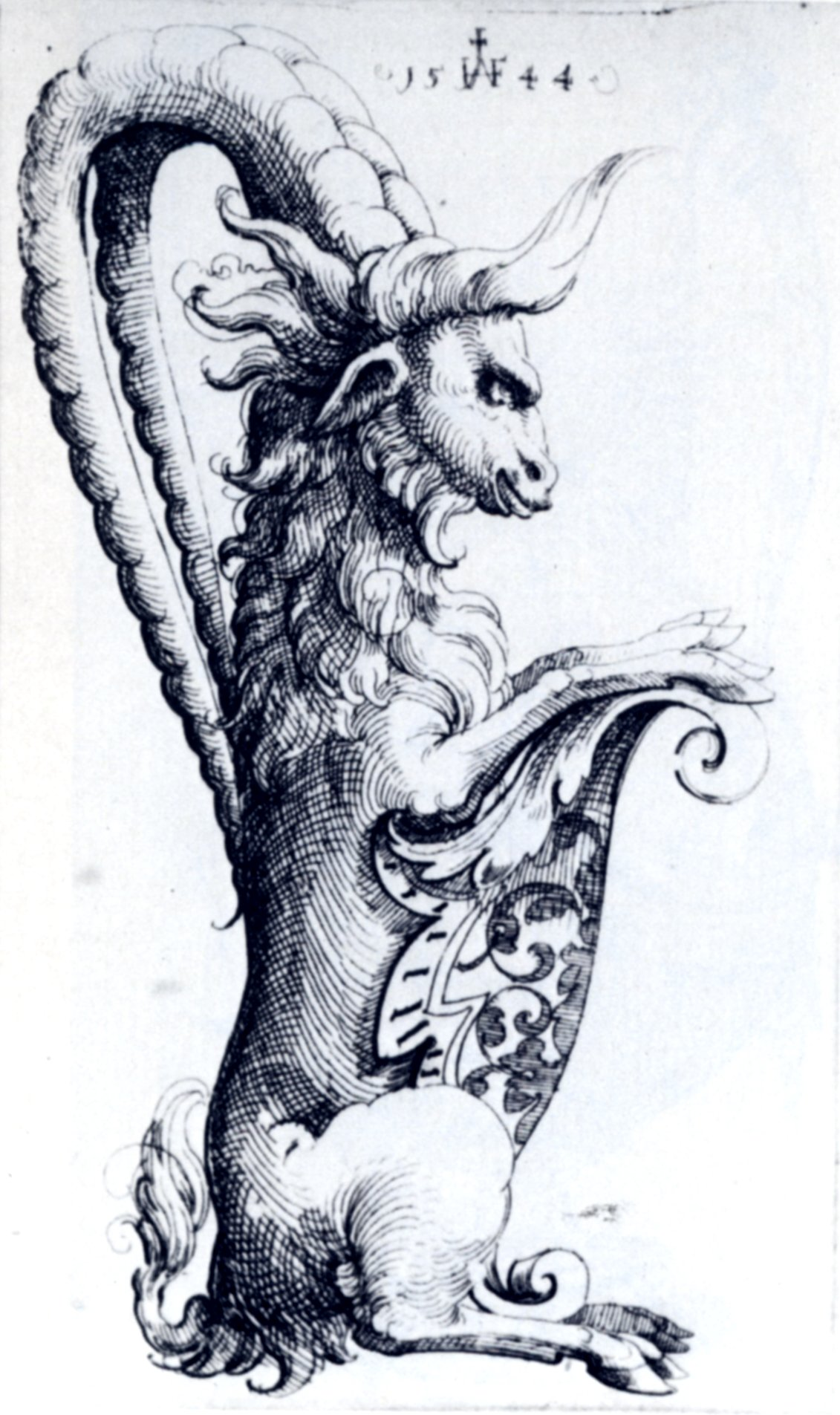
Ornamentální váza (lept)
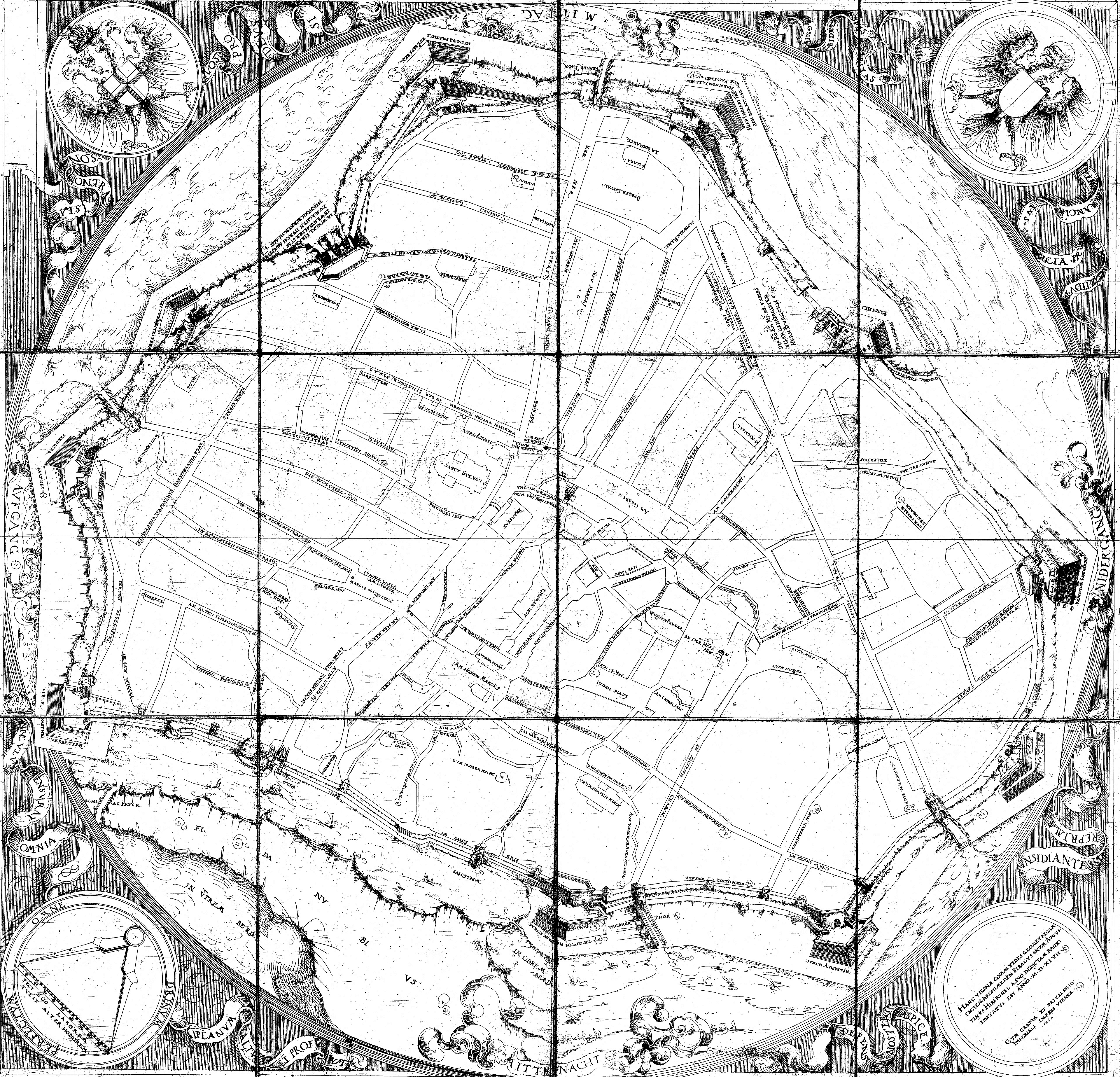
Mapa Vídně, 1547
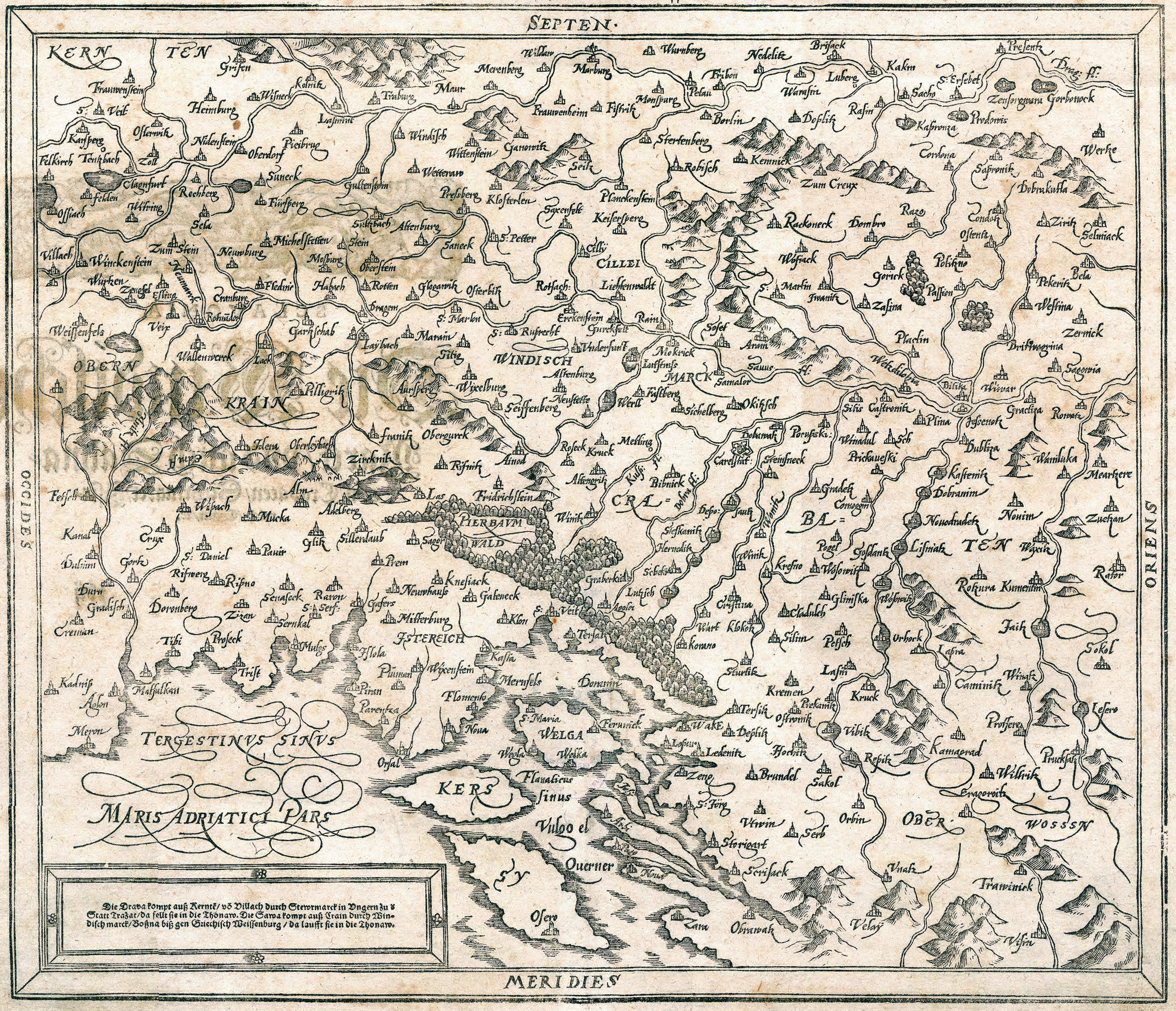
Mapa Slovinska
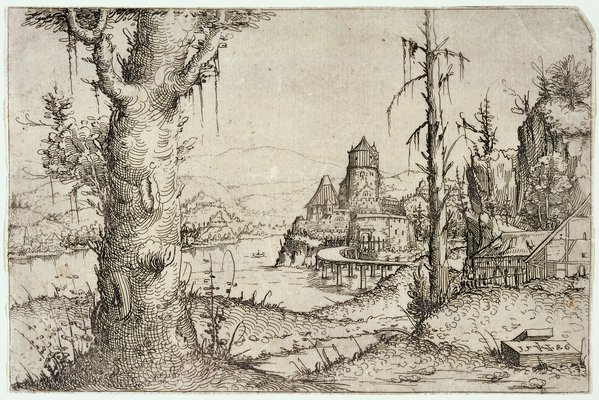
Krajina
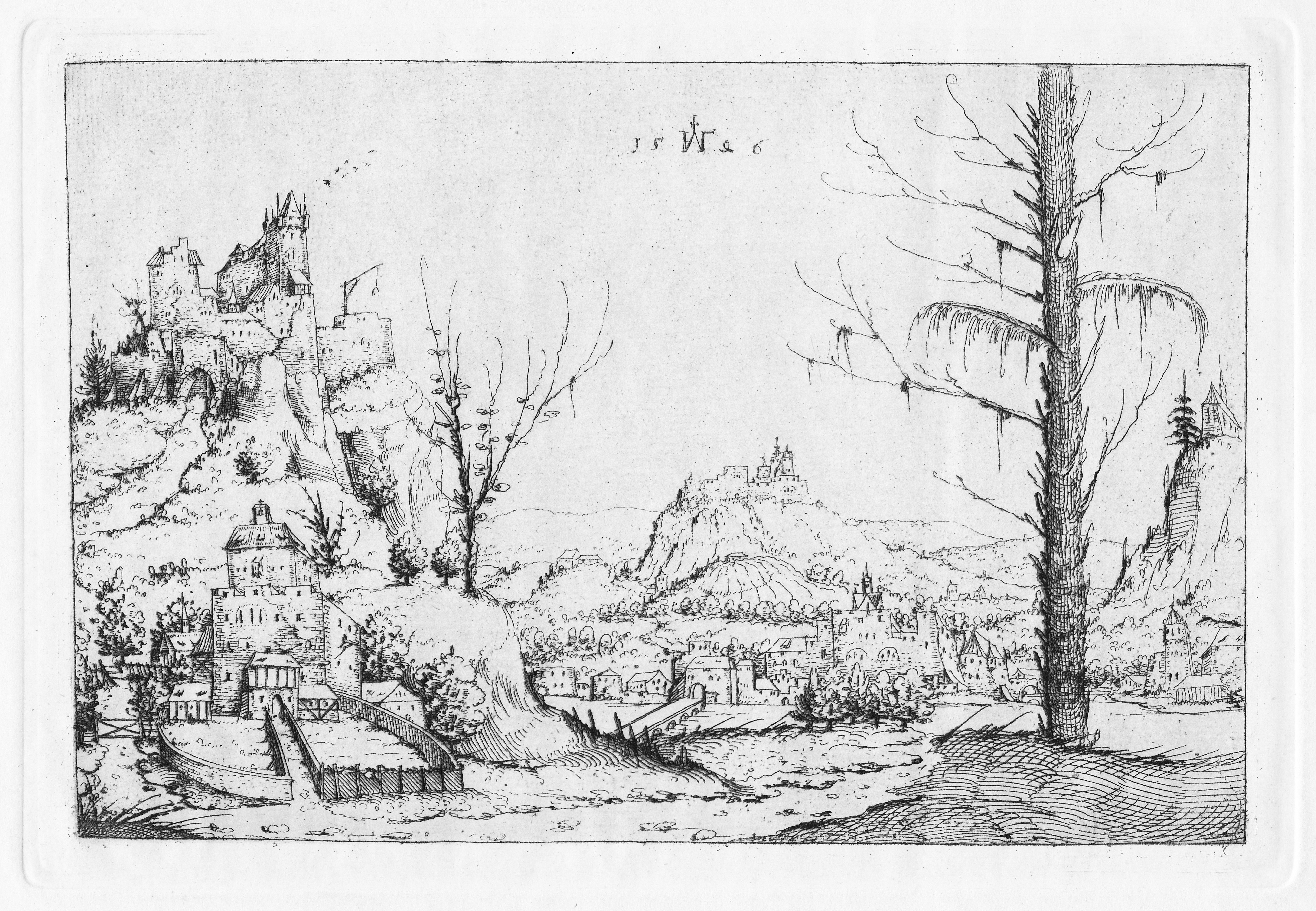
Krajina s hrady